# Match des champions
Il Match des Champions è il trofeo assegnato annualmente dal 2005, alla vincitrice della sfida che vede opposta la vincitrice del campionato francese di pallacanestro Pro A e il vincitore della Coppa di Francia. È una competizione omologa alla supercoppa italiana.

## Albo d'oro
| Stagione | Vincitore       | Secondo posto  | Risultato   | Sede Finale          |
| 2005     | BCM Gravelines  | Strasburgo     | 88-71       | Gravelines           |
| 2006     | Digione         | Le Mans        | 70-69       | Le Mans              |
| 2007     | Pau-Orthez      | Roanne         | 79-74       | Pau                  |
| 2008     | Nancy           | ASVEL          | 76-73       | Nancy                |
| 2009     | ASVEL           | Le Mans        | 76-54       | Angers               |
| 2010     | Cholet          | Orléans Loiret | 85-79 (dts) | Cholet               |
| 2011     | Nancy           | Élan Chalon    | 89-83       | Nancy                |
| 2012     | Limoges CSP     | Élan Chalon    | 78-76       | Parigi               |
| 2013     | Paris-Levallois | JSF Nanterre   | 81-72       | Mouilleron-le-Captif |
| 2014     | JSF Nanterre    | Limoges CSP    | 70-54       | Rouen                |
| 2015     | Strasburgo      | Limoges CSP    | 86-59       | Villeurbanne         |
| 2016     | ASVEL           | Le Mans        | 75-71       | Mouilleron-le-Captif |
| 2017     | Nanterre 92     | Élan Chalon    | 95-69       | Mouilleron-le-Captif |

## Record
Il giocatore che detiene il numero maggiore di edizioni vinte è:
| Nome         | Club                      | Vittorie | Anni             |
| ------------ | ------------------------- | -------- | ---------------- |
| Jamal Shuler | Nancy (1) Nanterre 92 (2) | 3        | 2011, 2014, 2017 |

Gli allenatori che detengono il numero maggiore di edizioni vinte sono:
| Nome              | Club                     | Vittorie | Anni       |
| ----------------- | ------------------------ | -------- | ---------- |
| Jean-Luc Monschau | Nancy (2)                | 2        | 2008, 2011 |
| Vincent Collet    | ASVEL (1) Strasburgo (1) | 2        | 2009, 2015 |
| Pascal Donnadieu  | Nanterre 92 (2)          | 2        | 2014, 2017 |